# Komarna vas
Komarna vas este o localitate din comuna Semič, Slovenia.